# Fermentazione propionica
La fermentazione propionica  è una forma di metabolismo anaerobico che avviene in batteri del genere Propionibacterium, dotati di particolari enzimi transcarbossilasi.
Consiste nella produzione di acido propionico, anidride carbonica, acido acetico e piccole quantità di acido succinico a partire da acido lattico o esosi quali il glucosio.
Tali batteri sono spesso parassiti commensali di vari animali, compreso l'uomo, e vivono nell'intestino o sulla pelle (primariamente nelle ghiandole sebacee e sudoripare). Sono tra le cause dell'odore del sudore e coinvolti nell'acne (Cutibacterium acnes) e in altre affezioni della pelle.
La fermentazione propionica ha inoltre un ruolo essenziale nella produzione di formaggi con occhiatura, come l'Emmentaler. Il batterio responsabile di essa, Propionibacterium freudenreichii, agisce infatti dopo i batteri lattici, quando la consistenza della cagliata è tale da impedire all'anidride carbonica, prodotta anche dalla decarbossilazione degli amminoacidi, di sfuggire dall'impasto, causando la formazione dei caratteristici buchi. 